# Cangazomus xikrin
Genre
Espèce
Cangazomus xikrin, unique représentant du genre Cangazomus, est une espèce de schizomides de la famille des Hubbardiidae.

## Distribution
Cette espèce est endémique du Pará au Brésil. Elle se rencontre dans des grottes de la Serra dos Carajás.

## Description
Cangazomus xikrin mesure de 2,85 à 3,20 mm.

## Publication originale
- Pinto-da-Rocha, Andrade & Moreno-Gonzalez, 2016 : Two new cave-dwelling genera of short-tailed whip-scorpions from Brazil (Arachnida: Schizomida: Hubbardiidae). Zoologia (Curitiba), vol. 33, no 2, p. e20150195 (texte intégral).